# 968年
| 千纪： | 1千纪 |
| 世纪： | 9世纪 \| 10世纪 \| 11世纪 |
| 年代： | 930年代 \| 940年代 \| 950年代 \| 960年代 \| 970年代 \| 980年代 \| 990年代                                                                            |
| 年份： | 963年 \| 964年 \| 965年 \| 966年 \| 967年 \| 968年 \| 969年 \| 970年 \| 971年 \| 972年 \| 973年                                                      |
| 纪年： | 戊辰年（龙年）；于阗天尊二年；辽應曆十八年；南汉大寶十一年；北汉天会十二年；北宋（吴越、南唐）德六年，开宝元年；大理顺德元年；日本康保五年，安和元年 |

## 大事记
- 中國
  - 北漢睿宗劉鈞逝世，養子劉繼恩繼位，兩個月後於酒宴後被供奉官侯霸榮刺殺，其弟劉繼元繼位。
- 越南
  - 丁部領建立丁朝建立，國號大瞿越，标志着越南从中国独立。
- 拜占庭帝國
  - 拜占庭帝國向基輔羅斯大公[斯維亞托斯拉夫]付錢讓他進攻第一保加利亞王國，基輔羅斯的軍隊在春天入侵了多布羅加，開啟斯維亞托斯拉夫入侵保加利亞與拜占庭征服保加利亞的進程。

## 出生
- 宋真宗趙恆
- 章獻皇后，劉姓，宋真宗皇后，宋朝第一位攝政的皇太后。
- 潘皇后，宋真宗第一任妻子，北宋名將、忠武軍節度使潘美第八女。

## 逝世
- 北漢睿宗劉鈞
- 北漢少主劉繼恩